# Ексетърска катедрала
Екситърска катедрала „Свети Петър“ (на английски: Cathedral Church of Saint Peter/Exeter Cathedral) е англикански християнски храм, разположен в град Екситър, графство Девън, Югозападна Англия. Има статус на катедрална църква, като седалище на англиканския епископ на Ексетър. Посветена е на Свети Петър.
В съвременния си вид сградата е завършена през 1400 година. Катедралата притежава най-дългия непрекъснат сводест таван в Англия.

## История
Началото се поставя, когато през 1050 година седалището на епископа на Девън и Корнуол е преместено от град Кредитън в Ексетър. До към 1114 година за катедрала на епархията служи саксонска манастирска църква, намирала се в непосредствена близост до съвременното място на катедралата. През 1107 г. Уилям Уорълуаст, племенник на Уилям Завоевателя, е назначен за епископ на Ексетър. По негово време се заражда идеята за построяването на нова сграда.
През 1114 г. започва изграждането на новия храм на сегашния му терен. Освещаването на новата катедрала се извършва през 1133 г., но пълното завършване на тогавашната постройка става в периода 1170 – 1180.
През 1258 г. епископ Броунскомб застава начело на епархията. Посещавайки една служба в недалечната катедрала на Солсбъри, епископът е очарован от нейната архитектура и подема кампания за преустрояването на Екситърската катедрала в декоративен готически стил. Строителните работи започват в периода 1265 – 1270. Пълното завършване на преустройството е към 1400 година, когато храмът добива настоящия си вид.
През 1644 г. принцеса Хенриета-Анна Стюарт, дъщеря на Чарлз I, е кръстена в Екситърската катедрала. По времето на Английската гражданска война, сградата понася известни поражения, които са ремонтирани при последвалото управление на Чарлз II. Тогава е инсталиран и нов тръбен орган (1661 – 1665).
По-сериозни реставрационни процеси са извършени под ръководството на известния архитект Джордж Гилбърт Скот в периода 1870 – 1877 година по време на Викторианската епоха.
На 4 май 1942 г., по време на Втората световна война, Екситър е подложен на тежка бомбардировка. Сериозни поражения са нанесени и на катедралната сграда. Отстраняването на щетите е извършено в периода 1945 – 1953 година.

## Галерия
- Централната фасада в декоративен готически стил
- Едната от страничните кули, останали от норманската постройка
- Интериор на главния кораб
- Астрономическият часовник